# Jón Hnefill Aðalsteinsson
Jón Hnefill Aðalsteinsson (29 de marzo de 1927-2 de marzo de 2010) fue un erudito y folclorista islandés. Es bastante prolífico y famoso por sus trabajos sobre mitología 
islandesa y Ásatrú.

## Biografía
Nació en Vaðbrekku, Hrafnkelsdalur, hijo del granjero Athelstan Jónsson (1895-1983) y su esposa Inga Jónsdóttir (1901-1987).
Estudió psicología e historia y filosofía religiosa en la Universidad de Estocolmo (1958) y teología en la Universidad de Islandia. En 1960 fue ordenado pastor en Eskifjörður. Entre 1964 y 1966 completó sus estudios de folklore de la Universidad de Uppsala, donde en enero de 1979 obtuvo su doctorado con una tesis Bajo el reloj acerca del cristianismo en Islandia.
A partir de 1980 impartió cursos de folclore en la Universidad de Islandia, y organizó el programa de folclore en la Universidad. Escribió también numerosas obras acerca del cristianismo, cultos paganos, mitos, cuentos, adivinanzas, elfos, troles, magia, etc., pero se especializó en el análisis etnográfico de las antiguas sagas y poemas.
A lo largo de su vida fue también periodista, dirigió la escuela técnica Eskifirði (1963-1964), profesor de enseñanza secundaria (1961-1964), de la Escuela de Hamrahlíð (1969-1988), de la Universidad de Teología y Filosofía (1967-1988), en la Universidad Técnica de Islandia, en la Escuela de Arte Dramático de Islandia, etc.
En 1983-1984 fue nombrado investigador honorario del University College de Londres. Estaba casado con Svava Jakobsdóttir (1930-2004), también escritora y miembro del Alþingi, el Parlamento islandés.

## Obras
En su libro del 2000 sobre la saga de Hrafnkels hizo hincapié en sus elementos religiosos paganos y si bien reconoce que gran parte de la historia es probablemente representativa de la narrativa del siglo XIII, Jón Hnefill encontró evidencia de una tradición oral en algunos aspectos de la obra.
Otros de sus libros fueron:
- Kristnitakan á Íslandi (La adopción del cristianismo en Islandia), de 1971
- Hugmyndasaga, frá sögnum til siðskipta, 1975
- Under the cloak: the acceptance of Christianity in Iceland with particular reference to the religious attitudes prevailing at the time, 1978
- Ágrip um trúarbrögð (Resumen acerca de las religiones), 1983
- Drög að þjóðfræði (Proyecto del folclore), 1984
- Þjóðtrú og þjóðfræði (El folclore), 1985
- Strandarkirkja, helgistaður við haf (Strandarkirkja, los sitios sagrados con vista al mar), 1993
- Blót í norrænum sið. Rýnt í forn trúarbrögð með þjóðfræðilegri aðferð (Un enfoque etnográfico de las antiguas religiones), 1997
- A piece of horse liver. Myth, ritual and folklore in old Icelandic sources, 1998
- Under the cloak. A Pagan ritual turning point in the conversion of Iceland, 1999
- Þá hneggjaði Freyfaxi. Frá staðfræði til uppspuna í Hrafnkels sögu Freysgoða, 2000
- Trúarhugmyndir í Sonatorreki (Trúarhugmyndir, la pérdida de los hijos), 2001
- Hið mystiska X (La X mística), 2099